# 圣玛丽斯 (艾奥瓦州)
聖瑪麗斯（英語：St. Marys）是一個位於美國愛荷華州沃倫縣的城市。

## 地理
聖瑪麗斯的座標為41°18′26″N 93°44′10″W / 41.30722°N 93.73611°W，而該地的平均海拔高度為313米（即1027英尺）。

## 人口
根據2010年美國人口普查的數據，聖瑪麗斯的面積為0.36平方千米，當中陸地面積為0.36平方千米，而水域面積為0.00平方千米。當地共有人口127人，而人口密度為每平方千米352人。